# Доња Бања
Доња Бања (буг. Долна баня) град је у Републици Бугарској, у средишњем делу земље, седиште истоимене општине Доња Бања у оквиру Софијске области.

## Географија
Положај: Доња Бања се налази у средишњем делу Бугарске. Од престонице Софије град је удаљен 80 km југоисточно.
Рељеф: Област Доње Бање се налази у омањој котлини у источном подножју планине Рила. Сам град је на приближно 650 m надморске висине. Око града има више термалних извора.
Клима: Због знатне надморске висине клима у Доњој Бањи је оштрији облик конитненталне климе са планинским утицајима.
Воде: Кроз Доњу Бању протиче више мањих водотока, а постоје и бројни термални извори.

## Историја
Област Доње Бање је првобитно било насељено Трачанима, а после њих овом облашћу владају стари Рим и Византија. Јужни Словени ово подручеје насељавају у 7. веку. Од 9. века до 1373. г. област је била у саставу средњовековне Бугарске.
Крајем 14. века област Доње Бање је пала под власт Османлија, који владају облашћу 5 векова.
Године 1878. град је постао део савремене бугарске државе. Насеље постоје убрзо средиште окупљања за села у околини, са више јавних установа и трговиштем.

## Становништво
По проценама из 2010. г. Доња Бања је имала око 4.800 ст. Огромна већина градског становништва су етнички Бугари. Остатак су махом Роми. Последњих деценија град има благи пораст становништва услед близине Софије.
Претежан вероисповест месног становништва је православна.